# چارلز کلرک (بازیکن فوتبال)
چارلز کلرک (انگلیسی: Charles Clerke; ۸ سپتامبر ۱۸۵۷ – ۷ نوامبر ۱۹۴۴) بازیکن کریکت، و بازیکن فوتبال اهل بریتانیا بود.